# Нижний Уфалей
Ни́жний Уфале́й — посёлок в Верхнеуфалейском городском округе Челябинской области.
Нижний Уфалей возник в 1813 (или 1818) году при строительстве чугуноплавильного и железоделательного завода на реке Уфалейке. Плотина построенного для работы завода Нижнеуфалейского пруда находится в восточной части посёлка. В 1928 Нижний Уфалей получил статус посёлка городского типа. В 2004 году Нижний Уфалей утратил статус посёлка городского типа и стал сельским населённым пунктом. В 1940—1990 годах от Верхнего Уфалея до Нижнего Уфалея действовала узкоколейная железная дорога.
Основное промышленное предприятие — цех Уфалейского завода металлоизделий. В посёлке имеются средняя школа, детский сад, социальный приют, центр детского досуга, музыкальная школа, клуб, церковь (построена в 1849—1853 годах).

## Галерея

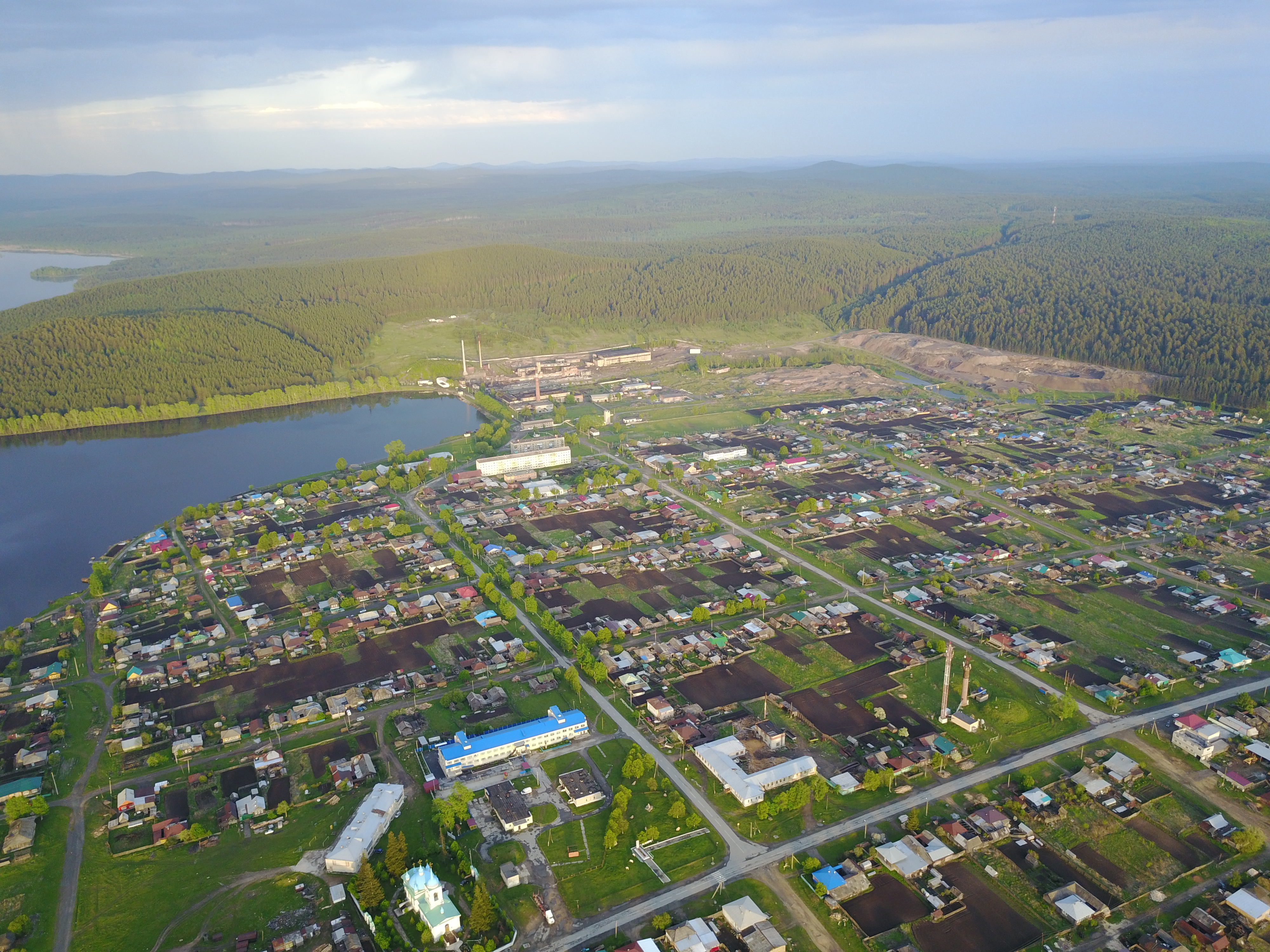
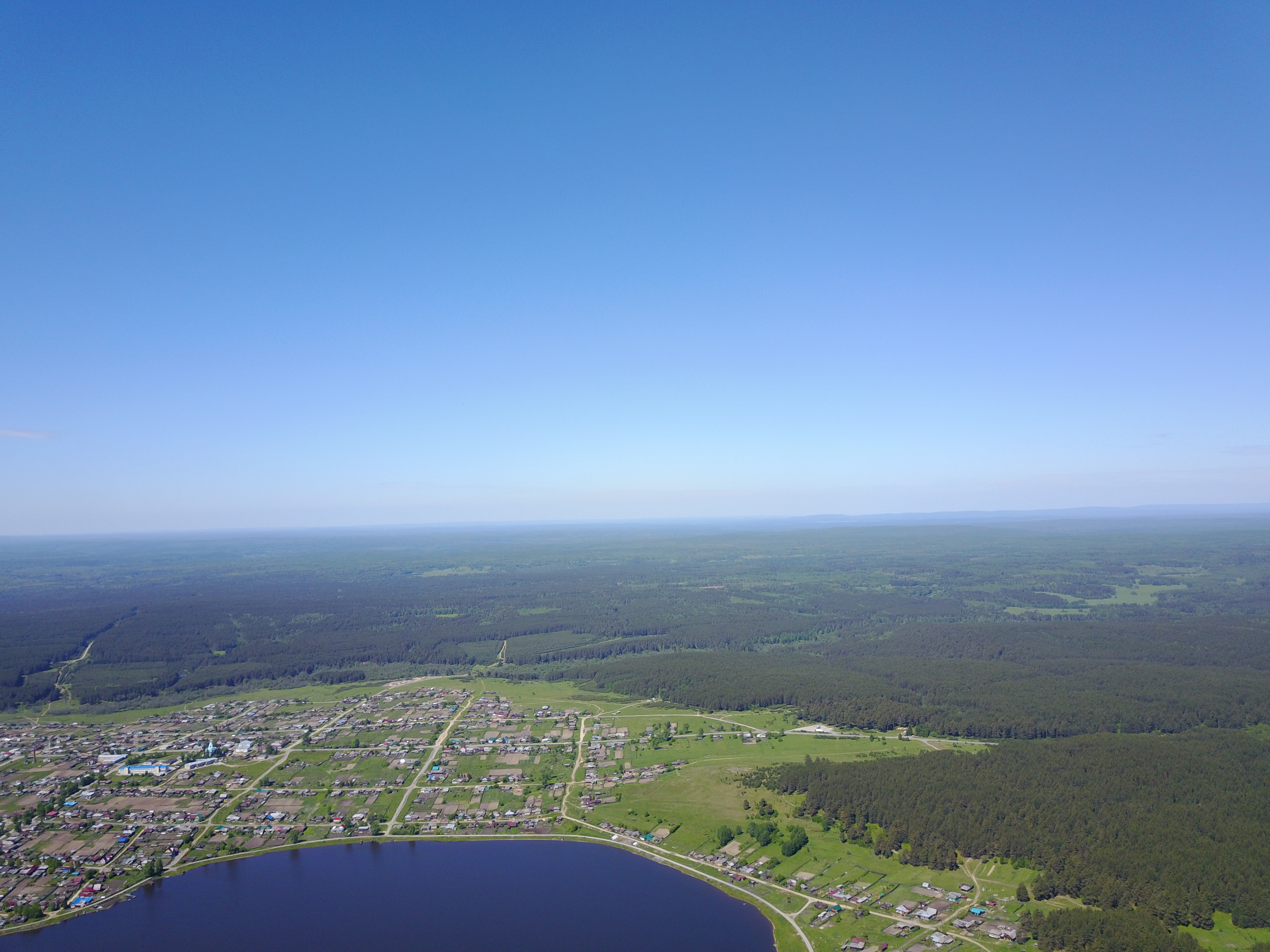

## Население
| 1959 | 1970  | 1979  | 1989  | 2002  | 2010  |
| ---- | ----- | ----- | ----- | ----- | ----- |
| 6953 | ↘4352 | ↘4088 | ↘3657 | ↘2839 | ↘2443 |